# Отвин
Отвин (на немски: Othwin, Adwin), † 1 декември 984) е от 954 до 984 г. 10-ият епископ на Хилдесхайм.

## Биография
Вероятно произлиза от Швабия. Той е ученик, след това монах в манастир Райхенау и е взет от Ото I в неговата дворцова капела. От 950 г. е абат на манастир Св. Мавриций в Магдебург.
След смъртта на Дитхард през 954 г., Отвин става епископ на Хилдесхайм. В началото той назначава Герберга II като абатеса на манастир Гандерсхайм.
През 961 г. той придружава Ото I в Рим за короноването му за император. През 962 г. Отвин купува в Павия множество ръкописи за училището в Хилдесхайм. През 963 г. той донася голяма част от реликвите на Св. Епифаний от Павия в Хилдесхайм.
Не е известно къде е погребан.